# Asianopis cylindrica
Espèce
Synonymes
- Dinopis cylindricus Pocock, 1898
- Deinopis cylindrica Pocock, 1898
- Dinopis stauntoni Pocock, 1902
- Deinopis stauntoni Pocock, 1902

Asianopis cylindrica est une espèce d'araignées aranéomorphes de la famille des Deinopidae.

## Distribution
Cette espèce se rencontre en Afrique du Sud et au Mozambique.

## Description
Le mâle holotype mesure 19 mm.
La femelle décrite sous le nom de Deinopis stauntoni par Pocock en 1902 mesure 25 mm.

## Systématique et taxinomie
Cette espèce a été décrite sous le protonyme Deinopis cylindrica par Pocock en 1898. Elle est placée dans le genre Asianopis par Chamberland, Agnarsson, Quayle, Ruddy, Starrett et Bond en 2022.
Deinopis stauntoni a été placée en synonymie par Pocock en 1902.

## Publication originale
- Pocock, 1898 : « The Arachnida from the province of Natal, South Africa, contained in the collection of the British Museum. » Annals and Magazine of Natural History, sér. 7, vol. 2, p. 197-226 (texte intégral).